# São José de Princesa
São José de Princesa är en kommun i Brasilien.   Den ligger i delstaten Paraíba, i den östra delen av landet, 1 400 km nordost om huvudstaden Brasília. Antalet invånare är 4 219.
Omgivningarna runt São José de Princesa är huvudsakligen savann. Runt São José de Princesa är det ganska glesbefolkat, med 45 invånare per kvadratkilometer.